# Фронт спасения Молдовы
Фронт спасения Молдовы (рум. Frontul Salvării Moldovei) — политическая партия в Республики Молдова.

## История
Фронт спасения Молдовы был образован 25 сентября 1999 года под названием Союз труда (СТ), зарегистрированный Министерством Юстиции 12 ноября того же года. С 19 декабря 2004 года по 18 июня 2010 года политическое формирование носило название Союз труда «Patria-Родина» (СТПР), а с 18 июня 2010 года по 20 января 2017 года — Партия труда (ПТ).
В период 1999—2016 должность председателя партии исполнял Георгий Сима. Начиная с 15 мая 2016 года должность председателя партии исполняет Марчел Дарие.

## Создание Союза труда (СТ)
Союз труда (СТ) был образован 25 сентября 1999 года, имея в качестве главной цели «построение социального государства, политика которого будет направлена на создание условий, необходимых для достойной жизни и свободного развития граждан».
На учредительном съезде присутствовали 110 представителей инициативных групп для создания СТ, которые приняли программу, устав и выбрали руководящие органы политического формирования. В качестве председателя нового политического формирования был избран Георгий Сима.
С момента своего образования Союз Труда не проявлялся активно в политическую жизнь. На парламентских выборах 2001 года лидер партии Георгий Сима был избран депутатом по спискам Избирательного блока «Альянс Брагиша», а с 26 февраля 2002 года по 2 июля 2003 года Георгий Сима занимал должность Министра просвещения. Даже последующее участие в парламентских и местных выборах привело к незначительным результатам для Партии Труда.
В рамках 7-го съезда Союза труда «Patria-Родина» от 9 сентября 2007 года было принято решение объединиться с Общественной ассоциацией молдавских рабочих, расположенных в России «Patria-Moldova». В качестве председателя партии был избран Андрей Цэрнэ — лидер Ассоциации «Patria-Moldova», а Георгий Сима был избран в качестве вице-председателя. Однако после отказа Министерства Юстиции регистрировать принятые поправки на 7-м съезде, а также из-за различных подходов в отношении приднестровского регулирования, 11 марта 2008 года Андрей Цэрнэ был отстранён с должности председателя Партии Союз Труда.

## Результаты на выборах
На парламентских выборах 2001 года Союз труда участвовал в составе Избирательного блока «Альянс Брагиша». Блок набрал набрал 13,36 % голосов и 19 мандатов в Парламенте РМ. Союз труда получил 1 депутатский мандат.
На парламентских выборах 2005 года Союз труда «Patria-Родина» набрал 0,92 % голосов.
На всеобщих местных выборах 2007 года Союз труда «Patria-Родина» не получил ни одного мандата советника.
- Муниципальные и районные советы — 0,06 % голосов.
- Городские и сельские советы — 0,01 % голосов.

На парламентских выборах 2010 года Партия труда набрала 0,05 % голосов.
На всеобщих местных выборах 2011 года Партия труда участвовала самостоятельно.
- Городские и сельские советы — 0,06 % голосов и 6 мандатов.